# Sör-Bodtjärnen (Anundsjö socken, Ångermanland, 704481-161855)
Sör-Bodtjärnen är en sjö i Örnsköldsviks kommun i Ångermanland och ingår i Moälvens huvudavrinningsområde.